# Xavier Douillard
Xavier Douillard (né en 1961) est un patineur artistique français de la catégorie des couples.

## Biographie

### Carrière sportive
En 1983, Xavier Douillard patine avec Nathalie Tortel. Il obtient avec elle le titre de champion de France et participe aux Championnats d'Europe 1983 à Dortmund, terminant à la dixième place.

## Palmarès
Avec deux partenaires :
- Kathia Dubec (3 saisons : 1977-1980)
- Nathalie Tortel (1 saison : 1982-1983)

| Compétition                   | 1978 | 1979 | 1980 | 1981 | 1982 |  | 1983 |  |  |  |  |  |  |  |
| Jeux olympiques d'hiver       |      |      |      |      |      |  |      |  |  |  |  |  |  |  |
| Championnats du monde         |      |      |      |      |      |  |      |  |  |  |  |  |  |  |
| Championnats d’Europe         |      |      |      |      |      |  | 10e  |  |  |  |  |  |  |  |
| Championnats de France        |      |      | 2e   |      |      |  | 1re  |  |  |  |  |  |  |  |
| Championnats du monde juniors | 7e   | 7e   | 3e   |      |      |  |      |  |  |  |  |  |  |  |
|                               |      |      |      |      |      |  |      |  |  |  |  |  |  |  |